# Назаров, Николай Андреевич
Николай Андреевич Назаров (1935—2004) — советский хоккеист с мячом, чемпион мира. Мастер спорта СССР (1956).

## Биография
Начал играть в хоккей с мячом в детской команде «Металлург» (Нижний Тагил) в 1948 году.
С 1952 года выступает за команду мастеров. После призыва в армию вместе с одноклубником Николаем Дураковым пополнили ряды свердловского ОДО. Завершал карьеру в Курске, выступая за местный Труд».
Отличался высокими скоростными качествами, играл на позиции бортового полузащитника.
Привлекался в сборную СССР, был в составе команды на первом чемпионате мира 1957 года, но на лёд не выходил.
На чемпионате мира 1961 года стал победителем турнира.
По мнению многих специалистов, преждевременное окончание игровой карьеры было связано с отсутствием стимулов к росту. После двух чемпионатов мира он не получил звание ЗМС, а для участия в чемпионате мира 1963 года не был привлечён в сборную СССР.
Хорошо играл в хоккей с шайбой: в 1963—1965 годах выступал за нижнетагильский «Уралец».
Играл в футбол в ОДО (Свердловск) (1955) и «Металлург (Нижний Тагил)» (1959).
Скончался 19 декабря 2004 года, похоронен на Центральном кладбище Нижнего Тагила.

## Достижения

### хоккей с мячом
- Чемпион СССР (2) — 1956, 1958
- Серебряный призёр чемпионата СССР (2) — 1957, 1961
- Серебряный призёр чемпионата РСФСР (1) — 1953
- Бронзовый призёр чемпионата РСФСР (1) — 1959
- Победитель Спартакиады народов РСФСР (1) — 1961
- Серебряный призёр Спартакиады народов РСФСР (1) 1958
- Серебряный призёр Кубка ВЦСПС (1) — 1952
- Лучший полузащитник финала чемпионата РСФСР (1) — 1959
- В списках 22 лучших хоккеистов СССР (1) — 1961
- Чемпион мира — 1957, 1961